# Gobernador Costa
Gobernador Costa är en ort i Argentina.   Den ligger i provinsen Chubut, i den sydvästra delen av landet, 1 500 km sydväst om huvudstaden Buenos Aires. Gobernador Costa ligger 721 meter över havet och antalet invånare är 2 185.
Terrängen runt Gobernador Costa är kuperad åt nordväst, men åt sydost är den platt. Trakten runt Gobernador Costa är nära nog obefolkad, med mindre än två invånare per kvadratkilometer.. Gobernador Costa är det största samhället i trakten.
Omgivningarna runt Gobernador Costa är i huvudsak ett öppet busklandskap.